# Pomar de Valdivia
Pomar de Valdivia è un comune spagnolo di 532 abitanti situato nella comunità autonoma di Castiglia e León.